# امامزاده برکه و گورستان مجاور آن
امامزاده برکه و قبرستان مجاور آن مربوط به دوره صفوی است و در شهرستان لالی، روستای احمد آباد واقع شده و این اثر در تاریخ ۱۱ دی ۱۳۸۰ با شمارهٔ ثبت ۴۶۸۹ به‌عنوان یکی از آثار ملی ایران به ثبت رسیده است.